# Orepukia insula
Orepukia insula là một loài nhện trong họ Agelenidae.
Loài này thuộc chi Orepukia. Orepukia insula được miêu tả năm 1973 bởi Raymond Robert Forster & Wilton.